# Mercury–Redstone–4
A Mercury–Redstone–4 az Egyesült Államok második űrrepülése volt emberrel a fedélzeten a Mercury-program keretében. A repülés a Mercury–Redstone–3 megismétlése, egy hozzávetőleg negyedórás szuborbitális repülés, ún. űrugrás volt a Redstone rakéta és a Mercury űrhajó felhasználásával. Az űrhajó 1961. július 21-én startolt Cape Canaveral LC–5 jelű indítóállványáról és 15 perc 37 másodperc repülés után a Bahama-szigetektől északkeletre, a starthelytől 486 km-re csobbant az Atlanti-óceánba. Az űrhajó fedélzetén Gus Grissom űrhajós utazott (tartalékként pedig John Glenn állt készenlétben), akinek az űrhajó irányításával és a földfelszín megfigyelésével kapcsolatos feladatai voltak. Az űrhajós a Liberty Bell 7 nevet adta az űrhajónak (ez a jelzés szolgált a repülés során rádió hívójelként is).
Leszállás után a Mercury-kabin – az előző tapasztalatok alapján továbbfejlesztett, lerobbantható – ajtaja kirobbant a helyéről (Grissom állítása szerint önmagától), és a Liberty Bell 7 a kiemelési kísérlet ellenére az Atlanti-óceán mélyére süllyedt, kis híján utasa fulladását okozva. A mentésre küldött USS Randolph repülőgép-hordozó helikopterei végül Grissomot sikeresen kimentették, ám a kutatási adatok nagy része a kabinnal együtt az óceán fenekére merült.
A 4,5 kilométeres mélységből 1999. július 20-án Curt Newport roncskutató és az Oceaneering Inc. cég szervezte, a Discovery Channel televíziós csatorna által szponzorált expedíció hozta fel.

## Személyzet
| Beosztás   | Asztronauta                  | Asztronauta                  |
| ---------- | ---------------------------- | ---------------------------- |
| Parancsnok | Virgil Grissom (2) űrrepülés | Virgil Grissom (2) űrrepülés |

Tartalék személyzet
| Beosztás            | Asztronauta              | Asztronauta              |
| ------------------- | ------------------------ | ------------------------ |
| Tartalék parancsnok | John Glenn (2) űrrepülés | John Glenn (2) űrrepülés |

(1) Zárójelben a sikeres űrrepülések száma személyenként, beleértve ezt a küldetést is.

## Előzmények
Az Egyesült Államok 1958-ban indította el a Mercury-programot, amelynek célja a Szovjetunió utolérése és megelőzése volt az űrversenyben. E célt az első ember világűrbe juttatásával tervezte elérni a frissen létrehozott NASA. Ehhez kifejlesztettek egy vadonatúj űrhajót és a hadsereg, a légierő, valamint a haditengerészet kísérleti programjaiból származó interkontinentális ballisztikus rakétákat alakították át az űrkísérletekhez. Hosszú és sok esetben kudarcokkal teli tesztsorozatot és a program űrugrásokra és orbitális repülésekre megosztását követően 1961. tavaszára érkezett el az idő az első ember űrbe bocsátására. Ám a Vosztok–1 és Jurij Gagarin 1961. április 12-i repülésével a szovjetek elvették az elsőséget a NASA-tól. Az amerikai elnök nyomására ekkor a NASA is végrehajtotta az első űrrepülését – bizonyítandó az amerikai közvélemény előtt, hogy Amerika is állja a versenyt az űrteljesítmények terén.

### Alan Shepard repülése
A NASA az orbitális repülések előkészületeinek sorozatos problémái és az ebből fakadó késlekedés miatt egy alternatív lehetőség irányába fordult, amely egyrészt olcsóbb teszteket tett lehetővé, másrészt hamarabb lehetett általa egy űrrepülést kivitelezni. Ez a lehetőség a szuborbitális repülés, vagy más néven az ún. űrugrás volt (igaz ez a metódus inkább szólt a laikus közvéleménynek, mintsem kecsegtetett igazi sikerrel, mivel az így felbocsátott űrhajó nem végzett igazi űrrepülést – amelynek a szabályait a FAI fektette le és legalább egy Föld körüli fordulatban jelölte meg a minimumot – hanem csak az elméleti értelemben meghúzott 100 km-es magassági határon lépett át). 1961 elejére véglegessé is vált, hogy először ezzel a módszerrel fognak próbálkozni. Ezért az űrhajó és az űrugráshoz elegendő teljesítményű Redstone rakéta kiválasztása mellett 3 főt jelöltek ki legénységi kiképzésre. Alan Shepard lett az elsődleges jelölt, míg első tartaléka Gus Grissom, második tartaléka John Glenn lett.
1961. május 5-én a NASA el is végezte az első éles kísérletet az űrugrással és Alan Shepard személyében egy 15 perc 22 másodperces repülésen az első világűrt járt amerikait ünnepelhette a közvélemény. Shepard Cape Canaveralről startolt, majd 487 km-rel távolabb szállt le az Atlanti-óceánra. Közben végig jelentette az űrhajó működésének paramétereit, és megtapasztalta a súlytalanságot is egy rövid időre.
A kezdeti repüléseknél a képesség bizonyítása volt a fő mozgatórugó. Hogy az első kísérlet sikere nem a véletlen műve volt, ezért az összes ilyen első repülést (Szputnyik-, Explorer-, Vanguard-, Pioneer-programok) a lehető leghamarabb megismételték – úgy a szovjet, mint az amerikai oldalon, bár az előbbieknél az „ismétlés” szinte minden esetben merészebb volt, mint az első teljesítmény –, ezért Shepard repülésének ismétlése iránt is felmerült az igény a NASA-nál. Tetézte ezt Kennedy korábbi bejelentése, amellyel életre hívta az Apollo-programot – a holdra szállást célzó űrprogramot –, amelyhez életbe vágó volt a tapasztalatok minél szélesebbre bővítése. Ezért szánta el magát az űrhivatal, hogy a következő Mercury repülésen megismétlik Shepard űrugrását. Határidőként pedig a Shepard repülése utáni hatodik hét végét jelölték ki.

### Legénységválasztás

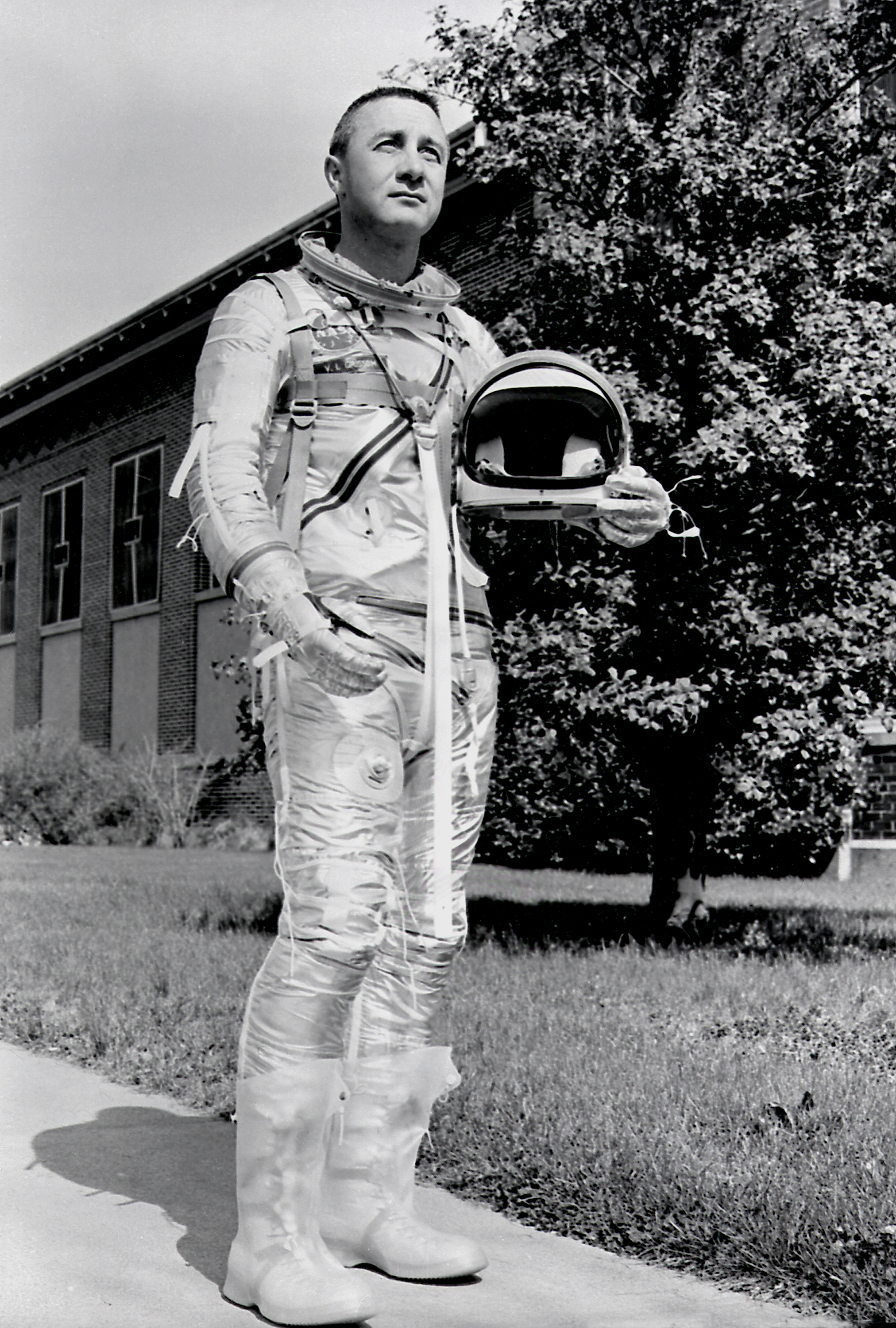
Virgil Ivan „Gus” Grissom, a második űrugrás kijelölt pilótája

A legénység kijelölése informálisan már jóval az első Mercury űrugrás előtt megtörtént. Robert Gilruth (a NASA emberes űrrepülési szekciójának igazgatója) egy sajátos kiválasztási procedúra során – amelyben a jelöltek lényegében saját maguk közül választottak – kiválasztotta Alan Shepardot a történelmi repülésre, egyben kiválasztotta Gus Grissomot első, John Glennt második tartalékként. Ez egyben azt is jelentette, hogy az Eredeti Hetek közül ezt a három űrhajósjelöltet képezték ki az űrugrás speciális feladataira. Gilruth egyben közölte Grissommal, hogy ha az első repülés sikeres lesz, a következő repülésen ő lép elő a tartaléksorból és lesz az első számú jelölt.
Shepard repülése után Grissomot és Glennt kiképzésre rendelték. A két űrhajós újabb centrifugateszteken vett részt Johnsville-ben, illetve a legtöbb időt Cape Canaveral-en töltötték, főként az „S” hangárban felállított nyomáskamrába épített szimulátorban, ahol a repülés irányítási, kommunikációs és orvosi aspektusait tesztelhették. Összességében mindketten fejenként legalább 100-szor gyakorolták a repülést. Gilruth hivatalosan 1961. július 15-én jelentette be, hogy a Mercury–Redstone–4 pilótája Gus Grissom, tartaléka John Glenn lesz.

### „Liberty Bell 7”
Shepard után Grissom is megkapta a jogot, hogy elnevezze az űrhajóját – ami egyben a rádió hívójele is lett a repülés során –, ez a módszer aztán az egész Mercury-program során szokásjoggá vált. Grissom a Liberty Bell 7 nevet adta a hajónak. A névadás több szimbólumot ötvözött. Egyrészt a Liberty Bellre, az amerikaiak egyik történelmi nemzeti jelképére, a Philadelphiában őrzött Szabadság Harangra utalt, amely a Függetlenségi háború egyik ereklyéje, a szabadság, a nemzeti érzés és a rabszolgatartás visszautasításának jelképe volt (a leghangsúlyosabb ezek közül az eszmék közül a szabadság volt, amely egyfajta kontinuitást is jelentett Shepard választása a „Freedom” után). Grissom szerint egy harang alakú űrhajóra kiválóan illett egy harang elnevezése. A harangforma mellett egy másik jellegzetességgel is hangsúlyozta az űrhajós a párhuzamot a névadóval: az eredeti harang megrepedt, a repedés máig látható rajta, ezért a hajó oldalára egy stilizált repedést festettek fel. Grissom később tréfásan utalt is erre a „kis hibára”: „a Liberty Bell volt az utolsó űrhajó, amelyet egy repedéssel az oldalán küldtünk fel”. A másik utalás a névben szereplő „7-es” szám volt, amely az Eredeti Hetek létszámára utalt.

### A Mercury űrkabin továbbfejlesztése
A program során végig folyt az űrhajó továbbfejlesztése, lényegében mindegyik egyedi darab volt, a folyamatos változások miatt. A repülésre már a legyártásakor, 1960 májusában a 11-es sorozatszámú Mercury űrhajót választották ki a McDonell gyárában, amelyeken különböző módosításokat eszközöltek Shepard 7-es számú kabinjához képest. A módosítások még 1959-ből eredtek, amikor az eredeti tervekhez képest az űrhajósok és a Space Task Group kisebb-nagyobb változtatásokat szerettek volna, amelyeket a McDonnell további pénzügyi források fejében meg is tett.
Robbanó ajtó

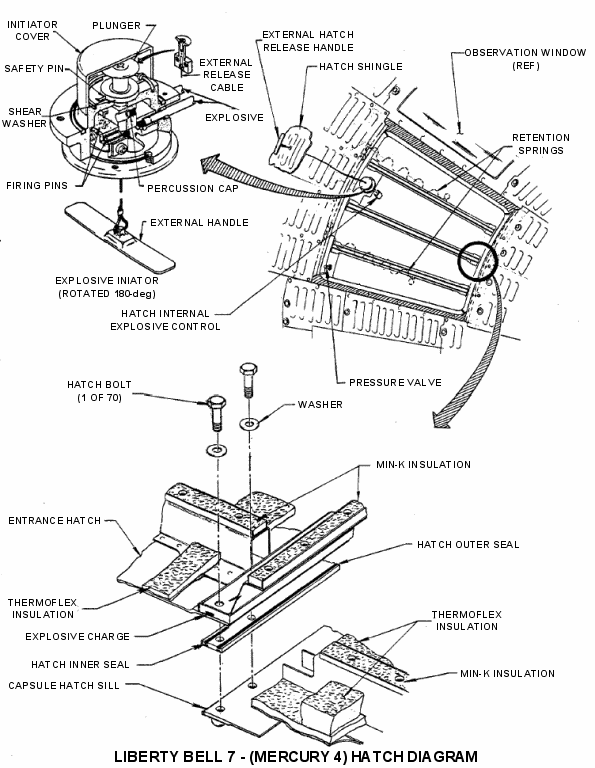
A robbanó ajtó ábrája

Az űrhajósok mentése valamilyen probléma felmerülése esetén  alapértelmezett igény volt (a katonai gépek analógiájára), amelyre két fő rendszer volt hivatott: egyrészt a mentőrakéta, amely magát a kabint távolította el a legfőbb veszélyt jelentő hordozórakétától, másrészt egy búvóalagút az űrhajóban, az antennaházon keresztül, ahol az űrhajós elhagyhatta a kabint. Ám ez utóbbi az űrhajósok véleménye szerint elfogadhatatlanul bonyolult és lassú volt, amit tetézett a gyártó és a NASA véleménye, miszerint egy esetlegesen sérült űrhajós kimentése is eléggé kétes ezen a módon (a normál nyitási procedúra szinte szóba sem jöhetett, mivel kívülről több takarópanelt és 70 reteszt kellett egyesével eltávolítani, ami vészhelyzetben a lehetetlennel volt egyenlő). Ezért még jóval Shepard repülése előtt két különböző megoldási javaslat merült fel a mérnökök körében: egy bonyolult zármechanizmus az ajtón és a lerobbantható ajtó koncepciója. Az előbbit a Mercury–Redstone–2 repülésén próbálták ki és bár Ham űrhajója jól vizsgázott, a mechanizmus többlet tömege (31 kg) miatt ezt a fejlesztési irányt elvetették (a fő tervezési cél az orbitális repülésre alkalmas űrkabin előállítása volt, amelynek a korlátozott felbocsátási kapacitás miatt éppen a tömeg volt a neuralgikus pont). A másik tervezési irány egy lerobbantható ajtó volt. Ebben a műszaki megoldásban az ajtót rögzítő 70 reteszbe furatok kerültek, amelyek gyenge pontokat hoztak létre az ajtó szerkezetében, amelyet aztán egy, az ajtó körül vezetett robbanózsinórral egyszerűen ki lehetett robbantani a kabin oldalából, tizedmásodpercek alatt szabad menekülési utat engedve az űrhajósnak. Az így megvalósított ajtó tömege is (10,4 kg) emellett a megoldás mellett szólt.
Az ajtó ilyen vésznyitási procedúrájához kétféle aktiválási mód állt rendelkezésre, egy belső és egy külső. A kabinon belülről történő vésznyitást az űrhajós aktiválhatta egy, a keze ügyében elhelyezett fogantyúval. Ehhez el kellett távolítania egy biztosítószeget és viszonylag kis erővel (2,7 kg-os nyomóerővel) kellett megnyomnia a fogantyút (ha a biztosítószeg bennmaradt, akkor már 18 kg-os erőre volt szükség). Az ajtó vésznyitását kívülről is be lehetett indítani, a mentőcsapatok számára is lehetővé téve szükség esetére az űrhajó belsejébe való rendkívül gyors bejutást. Ehhez a mentést végzőnek egy kis panelt kellett eltávolítani az űrhajó oldalán, és egy zsinór meghúzásával tudták lerobbantani az ajtót.
Az űrhajó gyorsabb elhagyása érdekében a Freedom 7-nél alkalmazott ajtót lecserélték a lerobbantható változatra.
Ablak

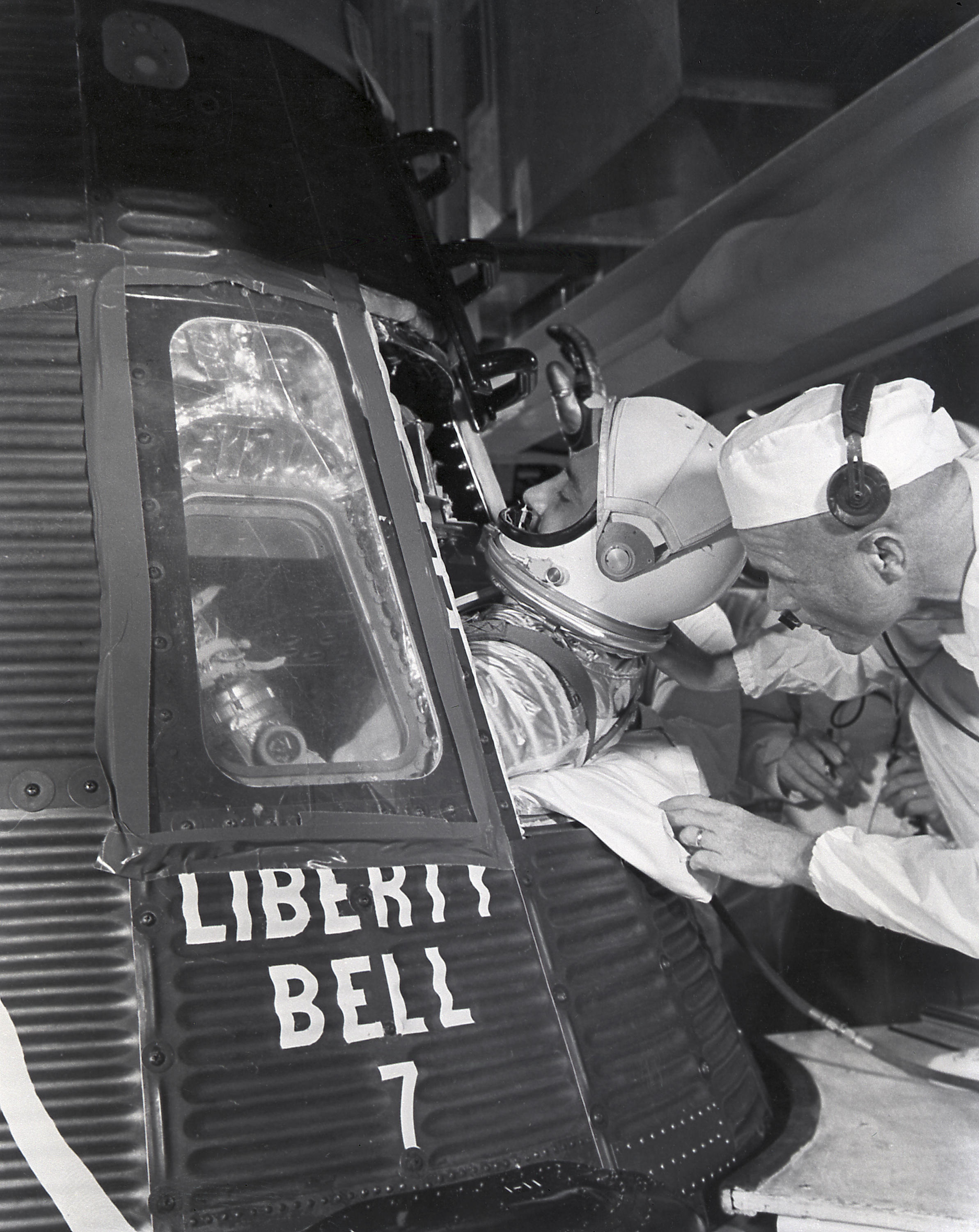
Grissom bemászik a kabinba, mellette a hatalmasra növelt ablak látszik

Az eredeti tervrajzokban és az azok alapján épített életnagyságú makettekben nem kapott helyet ablak, helyette csak két, egymástól távol elhelyezett, aprócska kitekintő nyílás állt az űrhajós rendelkezésére. Ez abból a kezdeti tervezési filozófiából fakadt, hogy az űrhajós inkább csak utas, mintsem a „jármű vezetője”. Az Eredeti Hetek rögtön kiválasztásuk után megismerkedtek az űrhajóval és a kezdet kezdetétől fogva követelték, hogy egy jó kilátást biztosító ablakot kapjanak. Az űrhajósok határozott fellépése nyomán a NASA és a McDonnell az űrhajó áttervezését határozta el.
A NASA 1959 októberében hagyta jóvá a pénzügyi keretet néhány módosítás – köztük a módosított ablak – finanszírozására és ezután bízták meg a McDonnellt a tervek átalakítására. Shepard két kis kitekintőnyílását egy nagy, az űrhajós előtt elhelyezett ablak váltotta fel, amelynek 30°-os vízszintes és 33°-os függőleges látómezeje volt, ha az űrhajós kissé felfelé nézett az ülésébe szíjazva. Maga az üveg egy több rétegből álló ragasztott üveg volt: a külső rétege egy kb. 9 mm vastag Vycor üveg (nagy tisztaságú szilikátüveg), amely 800-1000 C°-os hőmérsékletnek is ellenállt, belső rétege pedig két réteg edzett üvegből, és egy 4,5 mm vastag másik Vycor üvegből állt. Ennek a kompozitnak ugyanolyan mechanikai tulajdonságai lettek, mint a hajó külső palástjának többi részéé. Egy ilyen, a módosított tervek figyelembevételével épült példány volt a 11-es, amelyet a soron következő repülésre kiválasztottak.
Kormányrendszer
A manuális kormányzási kísérletekhez egy finomabban vezérelhető rendszert kapott az űrhajó. A Shepard repülésén használt változattal szemben, ahol egy kar előre-hátra döntésével lehetett szabályozni az űrhajó helyzetét, egy forgókapcsolóval szabályozhatta a kabin forgását az űrhajós. Ezzel pontosabban volt szabályozható az űrhajó mozgása.

### Egyéb fejlesztések
A Mercury–Redstone–4 további fejlesztéseket is kipróbált élesben. Ezek egyike az űrhajó és a rakétafokozat szeparációját végző rendszer átalakítása volt. A röppálya megfelelő pontján az űrhajót piropatronokkal lerobbantották a Redstone rakétáról, ám mivel a két eszköz sebessége tökéletesen megegyezett, ezért el is kellett távolítani egymástól őket, hogy nehogy összeütközzenek. Erre kis rakétákat alkalmaztak, amelyek rövid működtetésével elérhetővé vált az űrhajó és a rakéta biztonságos eltávolítása. A Lewis Research Center és a Space Task Group mérnökeinek újításával ezen kis rakétákat nem kifelé, a nyílt űr felé irányozták, hanem befelé, a rakétának az űrhajót befogadó terébe. Ezzel a korábbi 4,6 m/s távolodási sebesség helyett 8,6 m/s sebességet lehetett elérni, 86%-kal javítva a megoldás hatékonyságát, növelve a biztonságot.
Emellett az ún. űrhajó adapter (a Redstone rakéta azon része, amely közvetlenül kapcsolódott a Mercury kabinhoz, lényegében a leválasztásig összetartotta a két egységet) borítását változtatták meg, csökkentendő a vibrációt. További, vibrációval kapcsolatos fejlesztés volt az űrhajós ülésének fejrészénél alkalmazott többlet habszivacs, amely a pilóta kényelmét szolgálta. Illetve egyszerre kényelmi és biztonsági fejlesztés volt a műszerfalon az egyes műszerek áthelyezése, rendezése a könnyebb áttekinthetőség érdekében.
Az űrhajó mellett az űrruha is fejlődött az előző repüléshez képest. A legnyilvánvalóbb és legközvetlenebb fejlesztés egy vizeletgyűjtő rendszer beépítése volt, okulván a Sheparddal szerzett tragikomikus tapasztalatokból. További módosítás volt a csuklón, ami egy golyóscsapágyas csatlakozógyűrűt kapott. Ez lehetővé tette az űrhajós csuklója számára a teljes szabadságot, a keze teljes körbeforgathatóságát. Újratervezték az űrhajós személyi ejtőernyőjét is, hogy ne legyen útban. A ruha mellrészére egy tükör került (az űrhajósszleng a „hősi érdemérem” nevet ragasztotta rá) amellyel az űrhajós az irányzott kamera a műszereket is láthatta. Végül az űrhajós sisakjába is új fejlesztésű mikrofonokat szereltek, amelyek jobban kiszűrték a környezeti zajt.
Az egyéb fejlesztések közé volt sorolható a túlélőcsomagot érintő változás is: Grissom új mentőcsónakot kapott. Az Echo-1 műhold tervezésekor a mérnökök egy nagy szilárdságú, de könnyű, ráadásul radarhullám visszaverő műanyag fóliát, a Mylart alkalmazták. Ebből az anyagból készült Grissom mentőcsónakja, amely 45%-kal kisebb tömegű lett, mint az eredetileg használt változat. Az összehajtott csónakot és a benne elhelyezett túlélőkészletet egy kis polcon helyezték el az űrhajós kezei közelében a kabinon belül.
Legvégül a repülési program esett át nagyobb átalakításon Shepard repülésének tapasztalatait felhasználva. Shepard repülésének utólagos kiértékelésében úgy találták, hogy az űrhajóst túlterhelték feladatokkal a súlytalanság rövid periódusa alatt, ezért a feladatokat egyszerűsítették, rövidítették Grissom számára és a hangsúlyt az új ablakon keresztül történő vizuális megfigyelésekre helyezték. A kézi manőverezés idejét is lerövidítették.

## Repülés

### Starthalasztások
A rakéta és az űrhajó összeszerelése 1961. június 8-án kezdődött – amikor a 8-as számú Redstone rakéta Cape Canaveralre érkezett – és 1961. július 13-án ért véget, amikor készre jelentették az űrhajót. Két nappal később egy átfogó repülés-ellenőrzést tartottak és a startot engedélyezték. Egyben a mentésre kirendelt hajóegységek is megkapták a parancsot és felvették a pozíciót az Atlanti-óceánon. Azonban az időjárás nem kedvezett a NASA-nak, a július 16-án kiadott időjárás-jelentés még két napig nem mutatott javulást egy biztonságos starthoz.
A startot kitűzték 1961. július 18-ra, ám az időjárási körülmények nem változtak, ezért másnapra kellett halasztani a felbocsátást (szerencsére a döntés idején még a folyékony oxigén feltöltése sem kezdődött meg, ezért a halasztás 24 órás lehetett, szemben a feltöltött állapotnál előírt 48 órával). Az új startdátum 1961. július 19. reggel 7 óra lett és az üzemanyag, valamint a folyékony oxigén feltöltés is megtörtént, illetve Grissomot is az ülésbe szíjazták, ám a napok óta nem szakadozó felhőtakaró miatt ismét a halasztás mellett kellett dönteni. Ezúttal a halasztás szükségszerűen 48 órára nőtt a tartályok kényszerű leengedésének biztonsági időtartama miatt. Az új startdátum 1961. július 21. lett.

### Űrugrás
Az új startdátum reggelén ismét újrakezdődött a startfolyamat. Grissom beöltözött, majd busszal az 5-ös startálláshoz vitték, ahol a technikusok már felkészítették az űrhajót. Az űrhajós bemászott a kabinba, beszíjazták, majd az előző repüléshez hasonlóan különböző hibák miatti leállások következtek. Előbb azt fedezték fel, hogy a lerobbantható ajtó 70 piropatronja közül az egyik hibás. A technikusok egy fél órás vizsgálattal úgy döntöttek, hogy 69 patron is elegendő lesz baj esetére, a hibás kiszerelésére pedig nincs szükség. Az égbolt továbbra is felhős volt, nem voltak ideálisak a körülmények a starthoz, de ki lehetett adni az engedélyt, amikor a felhők szakadozni kezdtek. Az űrhajós kisebb tornagyakorlatokkal ütötte el az időt, valamint rövid beszélgetést folytatott a feleségével, Betty Grissommal.

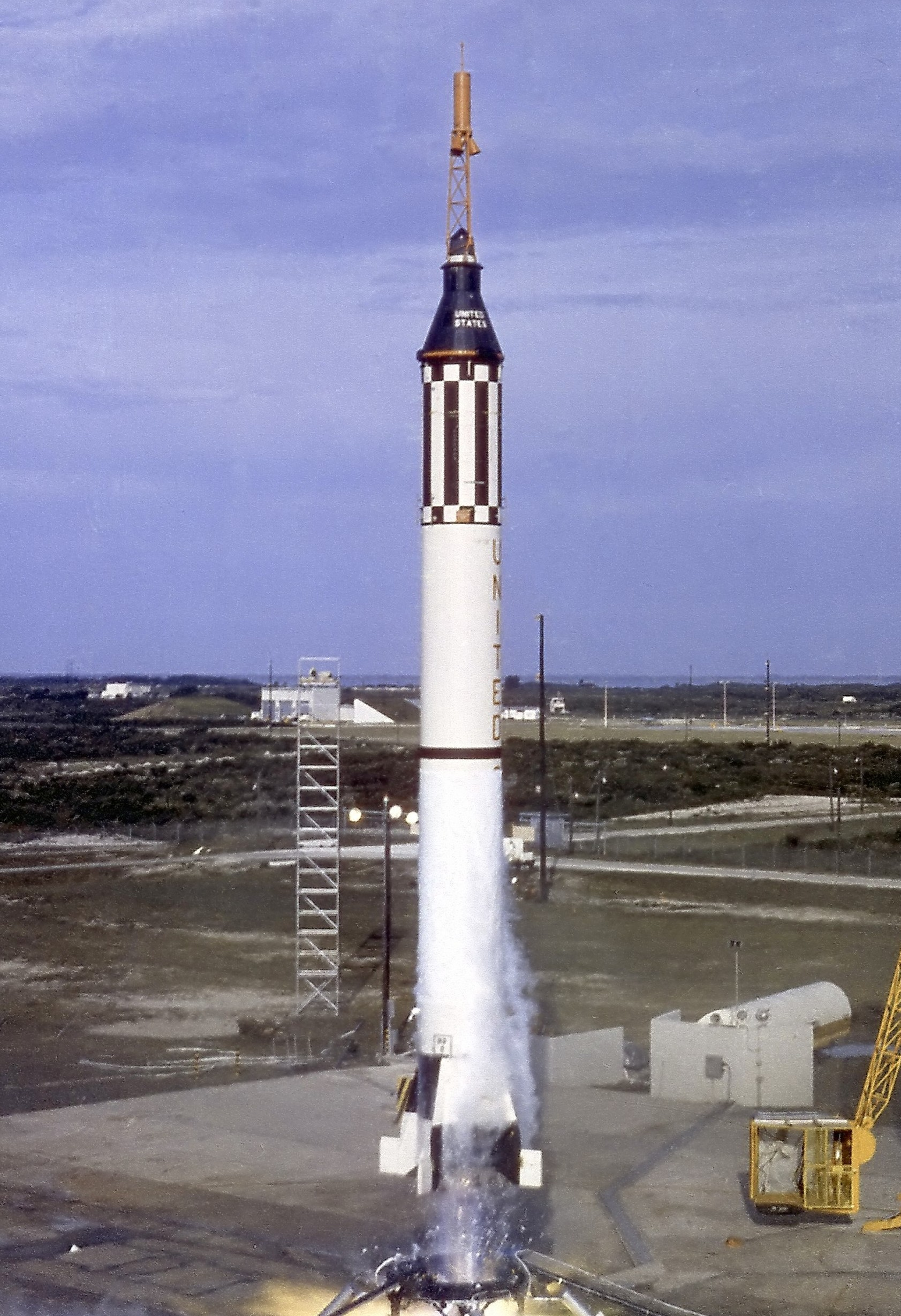
A Liberty Bell 7 startja

Aztán 1961. július 21.-én 7:20:36-kor (12:20:36 UTC) elérkezett a start pillanata és a Redstone elemelte az űrhajót a földről. A sima startot követően fokozatosan komoly vibráció futott végig az űrhajón. Grissom jelentette az űrhajó és a saját állapotát, miszerint minden rendben volt. Grissomot folyamatos élmények érték: megfigyelte az ablakon át, ahogy az ég kékje hirtelen sötétkékre, aztán feketére vált, aztán látta, hogy a mentőtorony leválik és füstcsíkot húzva eltérő pályára áll, illetve egész testében érezte, ahogy a Redstone hajtóműve a gyorsító szakasz végén leáll és a 3g-s gyorsulást hirtelen a súlytalanság (0g) váltja fel, majd 10 másodperc után hangos csattanással végleg leválik a kabin a rakétáról. Az egész folyamat 142 másodpercig tartott és a Liberty Bell 7 2 km/s sebességre gyorsult.
A parabolapályára állás után rögtön a manuális irányítási gyakorlat következett, Grissomnak a továbbfejlesztett kormányrendszert kellett tesztelnie az űrhajó hossz- és kereszttengelye körüli forgásokkal. A gyakorlat során Grissomnak mind a műszerek által mutatott értékek, mind  az ablakon keresztüli vizuális tájékozódás alapján meg kellett próbálnia követni a manővereket, ám ez a figyelemmegosztás nehéznek bizonyult. Továbbá maguk a kormánymanőverek is lassúnak bizonyultak, mind a bólintó, mind a legyező irányú manőverekkel túlkormányozta az űrhajót, amelynek korrekciói sokáig tartottak, így a műveletre szánt időkeretből kifutott az űrhajós, ezért végül a tengely körüli forgást ki is hagyták a gyakorlatok közül, mindössze a következő feladathoz – amihez az ablaknak a földfelszín felé kellett néznie – fordított a tengelye körül az űrhajón Grissom. Következett a vizuális megfigyelési program, amely szintén nehézségekbe ütközött: odalenn részben felhős volt az ég, csak a felhőréseken át sejlett fel a felszín, és Grissom nem tudta pontosan azonosítani a formákat. Ráadásul, bár jelentett az URH sávú rádión minden egyes felismerni vélt felszíni formát, a földön nem vették ezt az adást.
A feladatok sora a fékezőmanőver elindításával, illetve az ahhoz szükséges pozíció beállításával zárult. A földfelszín megfigyelésével ismét kissé időzavarba került űrhajós 190 km magasságot ért el, amikor Grissom pozícióba állította az űrhajót (a hőpajzzsal, az űrhajó fenekével repült előre a továbbiakban), majd az űrhajós beindította a fékezési folyamatot. Grissomnak az az érzése támadt, mintha arccal előre nézne a menetirányra és tolatna az űrhajóval. A sikeres fékezést követően rendben leválasztották a visszatérő csomagot és az űrhajós látta, ahogy a fékezőrakéták elrepülnek a látómezeje előtt.

### Leszállás, mentés
Az űrhajó 14 fokos szögben kezdte meg süllyedését az atmoszférába, Grissom egyedül az erős napfény miatt ütközött némi nehézségbe, a kabint túl erős fény töltötte be, a legtöbb műszert nehéz volt leolvasni, különösen a kék kijelzőket. A kis kihúzó ernyő 6300 méter magasan nyílt ki, míg a főernyő kb. 3700 méteren lobbant be. Grissom meglepetten fedezett fel egy L alakú szakadást és további két nagyobb lyukat az ejtőernyő kupoláján. Grissom utolsó feladatként kiengedte a megmaradt hidrogén peroxidot. A Liberty Bell 7 végül 15 perc 37 másodperc repülés után ért vizet az Atlanti-óceánon, majd oldalára fordult.

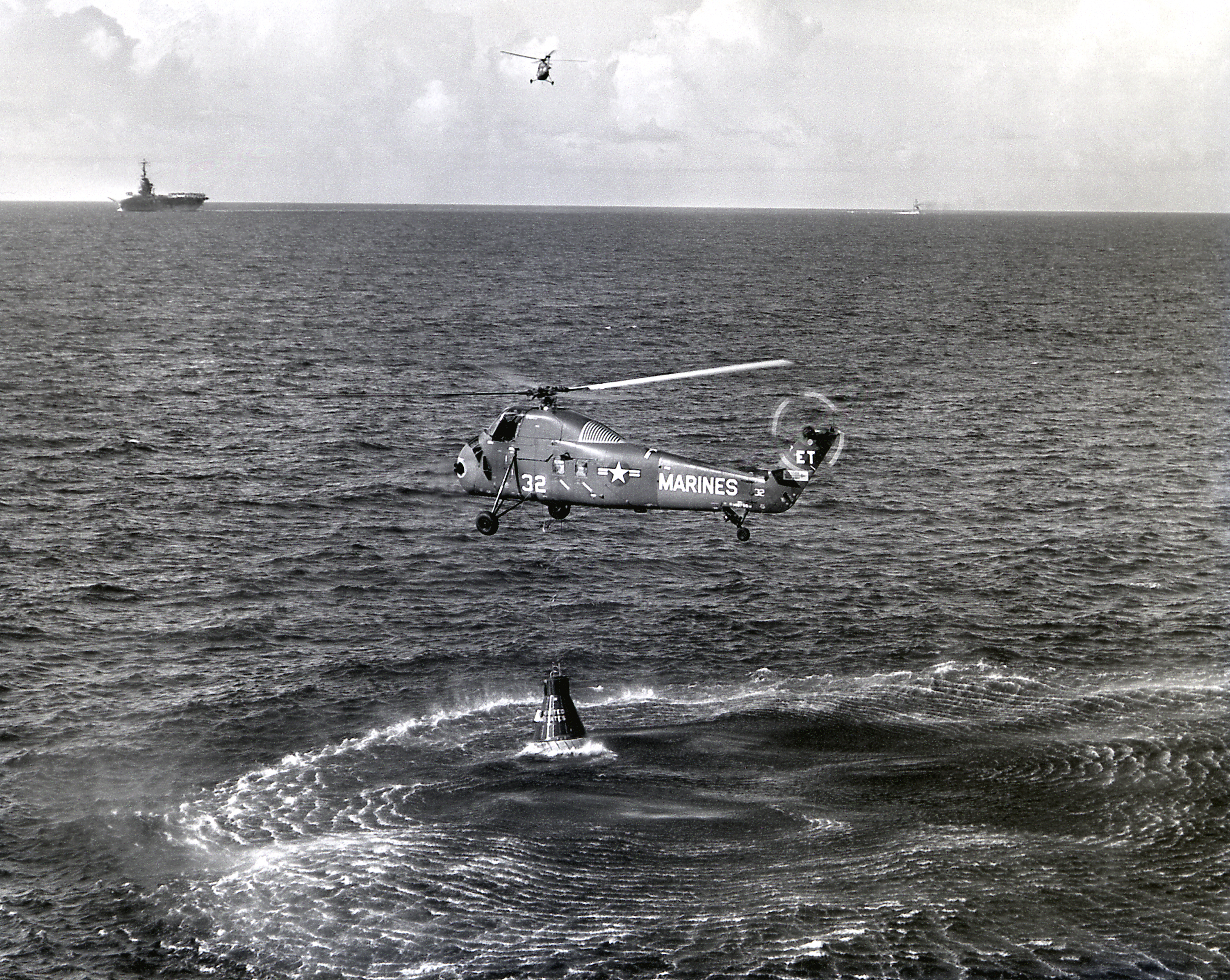
A tengerészgyalogság Sikorsky HUS-1 típusú helikoptere a Liberty Bell 7 kiemelésével próbálkozik. Háttérben az USS Randolph repülőgép-hordozó várakozik

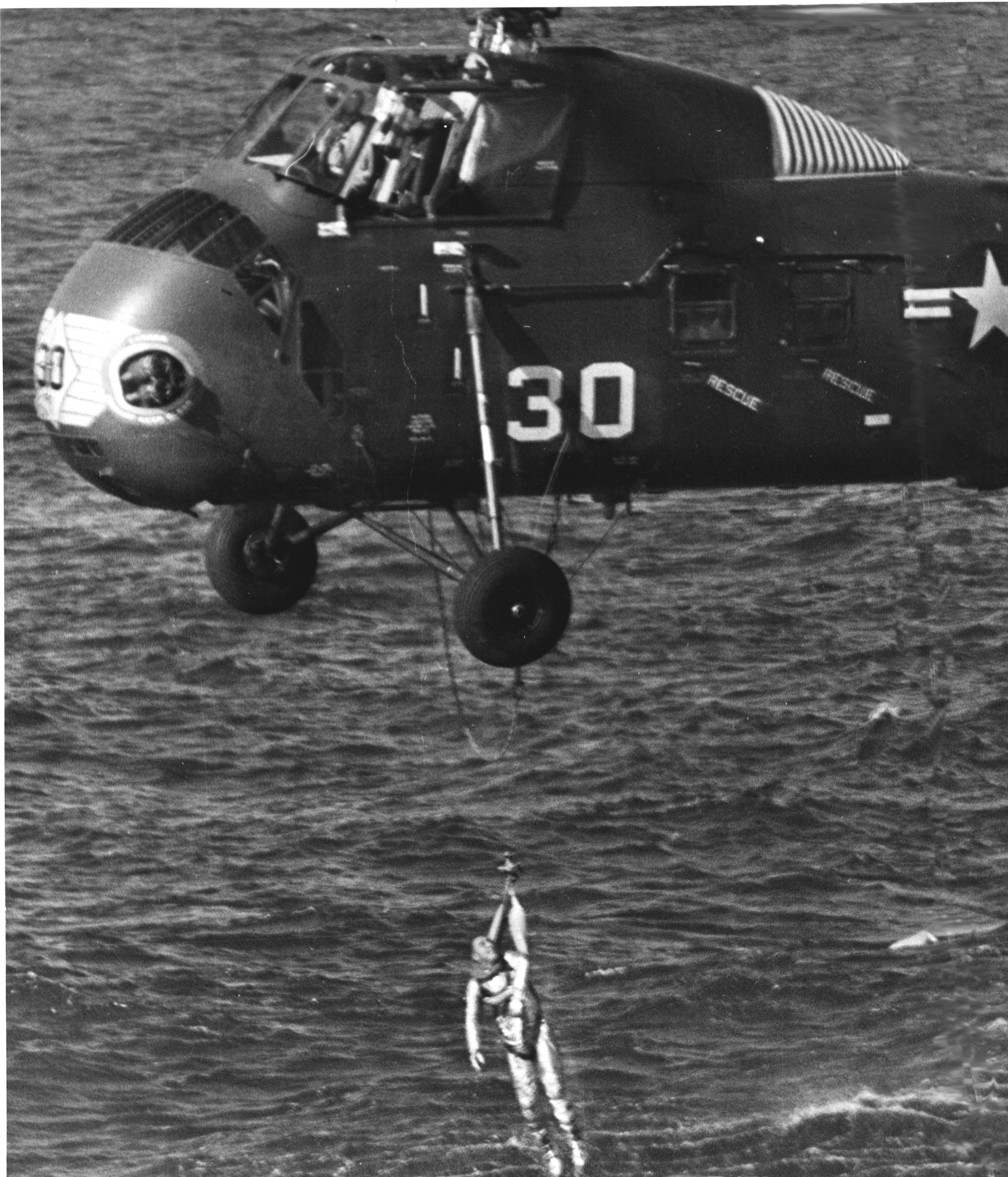
Grissom a „lókengyelen” lógva a kiemelés közben

Grissom először lecsatolta a sisakját, majd beállította az űrruha nyakrészét úgy, hogy ha véletlenül vízbe kerülne, az ne folyjon be az űrruhába. Ezután egy ceruzával elkezdte feljegyezni a műszerállásokat, ami a kesztyűvel nehéz feladatnak bizonyult. Közben az első mentőhelikopter a helyszínre ért, a legénységnek még várnia is kellett a feladata végrehajtásával, amíg Grissom a műszerállásokat jegyzeteli. Az űrhajós jelzésére aztán megkezdődött a kiemelés, ami hirtelen mentőakcióba torkollt. Amikor Grissom hatástalanítani akarta a kabinajtó robbantómechanizmusát, az véletlenül működésbe lépett és az ajtó kirobbant a helyéről. A tengervíz  betódult a nyíláson, az űrhajó pedig elkezdett süllyedni. Grissom gyorsan reagált és a betóduló vízáradaton át kimászott az ajtón és a tengerbe ugrott. Az eredeti műveleti terv szerint a helikopternek az űrhajóssal együtt kellett volna kiemelnie az űrhajót. A helikopter pilótája a begyakorlottaknak megfelelően reflexszerűen az űrhajó kiemelésébe kezdett és – egy antennakábel átvágásával – ráakasztotta a kiemeléshez használt kampót az emelőszemre. A művelet közben Grissom arrébb úszott, az űrhajó pedig teljesen kezdett elmerülni, olyannyira, hogy a művelet végére a helikopter mindhárom kereke a vízben volt. Ekkor az űrhajós kiemelését is elkezdték, ám a helikopter műszerei olajnyomás problémát jeleztek, ezért a pilóta szólt a helyszínen levő második, tartalék helikopternek, hogy vegye át Grissom kimentését.
Grissom időközben a vízben úszva ütközött problémákba: az űrruha korábban sietve beigazított nyakrésze nem tömített tökéletesen és kiengedte a levegőt, ami miatt Grissom is egyre nehezebben tudta magát a felszínen tartani. Ráadásul a helyszínre érkezett a második helikopter is és immár két helikopter rotorszele korbácsolta a vizet körülötte. Az űrhajós addigra már többször elsüllyedt, a fulladással küzdött. Ekkor a második helikopterpilóta – aki Ham és Alan Shepard kiemelésénél volt az első számú mentőpilóta, így már gyakorlattal rendelkezett – haladéktalanul leeresztette a kiemelésre használt, az űrhajósszleng által „lókengyelnek” csúfolt kiemelő kötelet, amelyet Grissomnak sikerült egyből elkapnia. Ezután a fedélzetre emelték az életveszélybe sodródott űrhajóst, majd a helikopter a kissé arrébb várakozó USS Randolph repülőgép-hordozó fedélzetére szállította egy elsődleges orvosi vizsgálatra.
Az első mentőhelikopter időközben az űrhajó kiemelésével próbálkozott, de a vízzel telt kabint csak alig tudta a vízfelszínre emelni. A kabin tömege a benne levő víz miatt megközelítette a 2,5 tonnát, ami fél tonnával a helikopter emelőkapacitása felett volt. A korábbi olajnyomás hibajelzés után a pilóta a túlterhelésről kapott jelzést a műszerektől, a kiemelés esélytelennek látszott. Ezért a pilóta úgy döntött, hogy elengedi az űrhajót. A leoldás után a Liberty Bell 7 gyorsan a víz alá merült és közel 4500 méter mélyre süllyedt. Ekkor még némi vita támadt a hordozón, hogy jelöljék-e meg a helyet a kabin későbbi kiemeléséhez, de a vízmélység ismeretében letettek róla. A balul sikerült mentőakciót követően a hordozó Grand Bahama szigetére indult az űrhajóssal.
A repülés összességében sikeres volt, ám a kabin magával vitt a tenger mélyére egy csomó mérési eredményt, felvételt. A legnagyobb kérdés egészen máig megválaszolatlan maradt: vajon hibásan működött-e az ajtó, vagy Grissom hibája volt a robbanótöltet működésbe lépése. Grissom a repülést követő adatgyűjtés során (majd később bármikor, amikor szóba került az eset) határozottan tagadta, hogy ő aktiválta volna a töltetet, akár szándékosan, akár véletlenül. Ugyanakkor a később külön erre a célra létrehozott bizottság tesztjein (amelyeken jelentősen túlléptek a lehetséges üzemi körülményeken) egy másik példányon egyszer sem sikerült véletlen működést kiváltani.

## A repülés utóélete
A repülést követően Grissom azonnal orvosi kivizsgáláson esett át, majd a tapasztalatait rögzítő repülés utáni kikérdezést bonyolították le Grand Bahama szigetén. Ezt követően az űrhajóst repülővel a Cape Canaveral melletti Patrick Légitámaszpontra (AFB) szállították, ahol egy sajtótájékoztatón vett részt. Grissom legendásan rosszul kezelte a nyilvános megjelenéseket, így ez az esemény sem a várt pozitív publicitást hozta a programnak: Grissom egy mondatában azt mondta egy újságírói kérdésre, hogy az idő nagy részében riadt volt, amit az újságok „Az űrhajós bevallottan be volt ijedve” szalagcímekben hoztak le. A balul sikerült sajtótájékoztatót követően James Webb, a NASA igazgatója átadta Grissomnak a Shepardnak is adományozott Kiváló Szolgálatért Érdemrendet.

### A Mercury-program irányváltása
A Mercury–programban négy szuborbitális repülés is szerepelt, de a Space Task Group a negyediket már közvetlenül Shepard repülés után törölte, mivel Gagarin repülésével már így is lemaradásban volt a program. A harmadik repülés törlése is szóba került, ám a Liberty Bell 7-tel elvesztett adatok pótlására először komolyan felvetődött a harmadik repülés megtartása. Ám 1961. augusztus 7-én German Tyitov egy teljes nap hosszúságú repülése a Vosztok–2-vel a szuborbitális repüléseket teljesen értelmetlenné tette, az amerikaiakat lépéskényszer elé állította, hogy minél hamarabb szintet lépjenek és áttérjenek az orbitális repülésekre. Bár a NASA – elsősorban az Atlas rakéta problémái miatt – nem volt teljesen felkészült, a Mercury-Redstone repülések leállítása mellett döntöttek és a további erőfeszítéseket a Mercury-Atlas repülésekre, a Vosztok-programéhoz hasonló orbitális repülésekre koncentrálták.

### A repülés megjelenése a művészetekben
A Mercury–Redstone–4 repülés mind az irodalomban, mind a filmművészetekben megjelent, igaz közös tőről fakadóan és nem önállóan. Először Tom Wolfe 1979-ben megjelent művében, az űrhajózás kezdeteit leíró Az Igazak című regényben jelenik meg egy epizód erejéig Grissom repülése. Lévén a mű inkább regény, mintsem dokumentumkötet, az író a hangsúlyt nem az események pontos leírására helyezi, hanem főként a vizet érés utáni események groteszk voltának bemutatására, amikor az űrhajó és a benne levő kutatási adatok megmentése fontosabbnak tűntek egy pár pillanatig, mint magának az űrhajósnak a kiemelése.
A másik mű a regény 1983-as filmadaptációja azonos címmel, amelyben szintén egy rövid epizód erejéig megjelenik Grissom leszállás utáni vesszőfutása. A rendező a történetnek ebben az ábrázolásában a repülés körül lappangó kérdést – „vajon véletlenül robbant-e le az ajtó, vagy Grissom hozta működésbe, de szégyenében letagadta?” – állítja középpontba.

## Discovery Channel expedíció

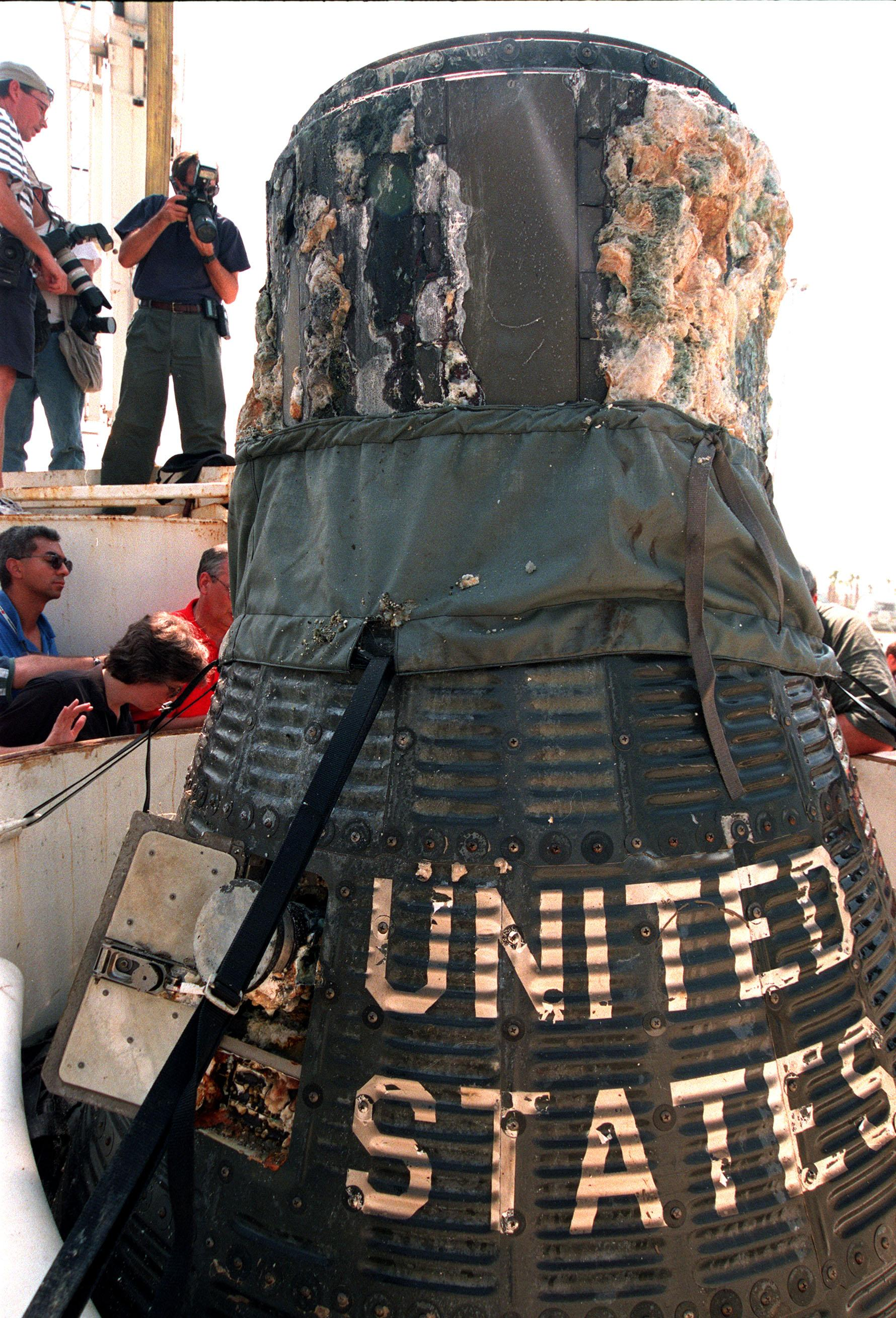
A Liberty Bell 7 kiemelése 1999. július 20-án

Az óceán fenekére süllyedt űrhajó kiemelésével nem próbálkozott meg a NASA, így az évtizedekre a 4000 métert is meghaladó mélységben maradt. Az űrhajó kiemelésének gondolata Curt Newportban, az Oceaneering International Inc. egyik mérnökében fogalmazódott meg 1987-ben két, egymástól független esemény hatására. Az egyik esemény a Challenger-katasztrófa volt, amelynek során az Oceaneering – és személy szerint Newport – is részt vett a roncsok felkutatásában az Atlanti-óceánban. Ehhez a roncskutatáshoz a cég a Gemini mélytengeri kutatójármű továbbfejlesztésével egy olyan eszközhöz jutott, amely képes volt 4500 méteres mélységben is dolgozni. A másik esemény a később a Nemzetközi Űrállomás programba olvadó amerikai Freedom űrállomás programjának beindítása volt, amelybe szintén bevonták az Oceaneeringet. A NASA-val való együttműködés során Newport rengeteg adathoz, dokumentumhoz, jelentéshez kapott hozzáférést, amelyek alapján sikerült nagyjából behatárolnia, merre található az űrhajó. A Gemini képességeinek és a helyismeret felismerése adta az ötletet Newportnak, hogy javasolja a tengeralattjáró szonárral való felszerelését és egy próbamerülés tesztcélpontként a Liberty Bell 7 kijelölését.
Az első, 1987-es tesztmerülést nem kísérte szerencse, csak ismeretlen repülőgéproncsokat sikerült felfedezni. Newport nem adta fel azonban a keresést. Elemezve a repülés napján megfigyelt időjárási körülményeket, valamint a tengeráramlatok adatait, Newport arra a következtetésre jutott, hogy a kabin 4500 méteres mélységig tartó süllyedése során nem távolodott el jelentősen a vizet érés pontjától és még két kutatómerülést végzett 1992-ben és 1993-ban, igaz, mindkét alkalommal más kutatási projektek kiegészítéseként (kvázi melléktermékként), nagyon korlátozott időkeretben, ismét sikertelenül.
Newport távirányítású robot-tengeralattjárók irányításában és a velük való roncskeresésben vált profivá, gyakorlott roncskereső lett, korábban részt vett a Challenger űrrepülőgép, az Air India 182-es járatának roncskutatásában, majd később  a TWA 800-as járata maradványainak, illetve számos titkosított katonai repülőgép és más fegyverrendszer vízalatti felkutatásában és a Titanic vízalatti filmezésében. Ilyen távirányítású tengeralattjáróval készült a Discovery Channel a Titanicról filmet készíteni, amelyhez az Oceaneeringet kérték fel. E felkéréskor hozta elő Newport a tévécsatorna számára az ötletet, hogy egy önálló expedíciót is indíthatnának az űrhajó felkutatására. A tévécsatornát megragadta a gondolat marketingértéke, hogy a nevükkel fémjelezhetnek egy önálló felfedezést és felkarolták az ötletet és megegyeztek az Oceaneeringgel, hogy a Titanic filmet követően azonnal a Liberty Bell keresésére indítanak újabb expedíciót és készítenek ismeretterjesztő filmet.
Curt Newport expedíciója 1999. április 19-én futott ki az MV Needham Tide fedélzetén Tampából. A hajó a Bahama-szigetek mellé hajózott és az Oceaneering OCEAN EXPLORER 6000 jelű mélytengeri kutatójármű szkennerével elkezdték felderíteni egy viszonylag kicsi, kb. 60 négyzetkilométeres területen az óceánfeneket. A szonár egy hamar elhárított hibáját követően 88 lehetséges célpontot tártak fel, amelyeket a MAGELLAN 725 kutatójármű videókamera rendszerével ellenőriztek. A videós felmérés első napján, 1999. május 1-jén a 71-es számú céltárgyról – amely gyakorlatilag a legelsőként kijelölt célpont volt – kiderült, hogy az valójában Gus Grissom elsüllyedt űrhajója, a Liberty Bell 7. Az űrkabin az óceán mélyéről jövő képek alapján viszonylag épségben, egy darabban volt, az oldalán olvasható volt a „Liberty Bell” felirat és még a stilizált, festett repedés is látható volt rajta. A további felderítést és a kiemelést azonban megakadályozta, hogy a Magellán kábele elpattant.

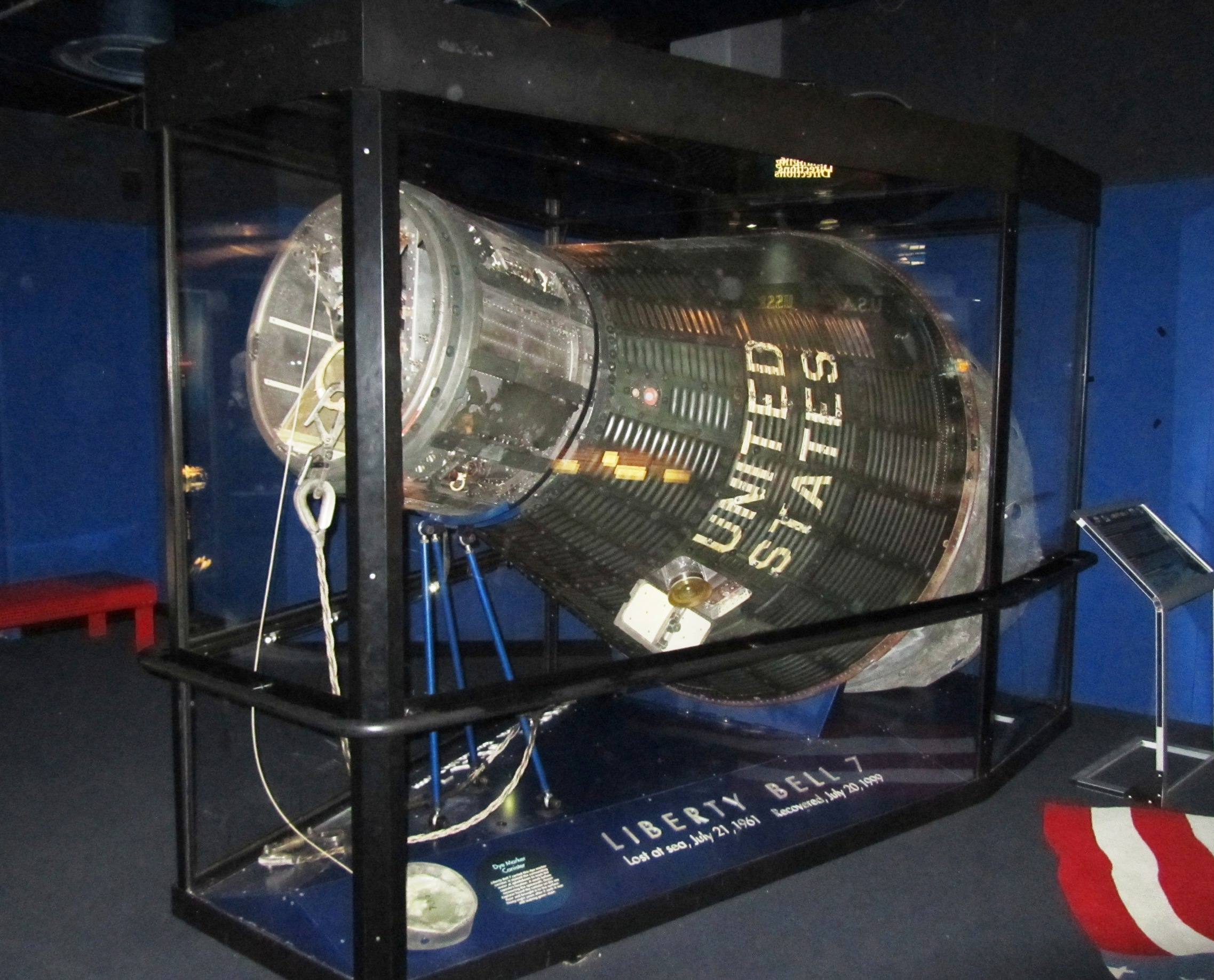
A Liberty Bell 7 helyreállítva, megtisztítva a Kansas Cosmosphere and Space Centre kiállításán

A meghibásodás miatt Newport visszatért a kikötőbe tartalék alkatrészért és csak 1999. július 1-jén folytatta a kutatást, amikor újra kifutott, hogy a kiemelést is végrehajthassák. A mélytengeri robot a holdra szállás 30. évfordulóján, 1999. július 20-án hozta a felszínre Grissom űrhajóját. A felszínre emelt űrhajóban szakértők először hatástalanítottak egy robbanótöltetet (az ún. SOFAR töltetet, amelynek éppen az űrhajó elsüllyedése esetén kellett volna működésbe lépnie, de nem tette), majd haladéktalanul egy tengervízzel telt speciális tárolóba helyezték, hogy megakadályozzák a korróziót. Ezután már másnap elindultak a kikötőbe, lezárva az expedíció tengeri részét. Egyetlen kérdést azonban nem sikerült az expedíciónak megválaszolnia: a robbanóajtó véletlen, vagy az űrhajós általi működésbe lépését. Newport eszközeinek a lerobbantott kabinajtót nem sikerült megtalálni a tengerfenéken, így az ajtó hibás, vagy rendeltetésszerű (bár véletlenszerű) működésére sem lehet továbbra sem választ kapni. Ezzel szemben az űrhajó belsejében számos érdekes tárgyat sikerült a felszínre hozni, mint például az űrhajós által felvitt ezüstdollárosokat, vagy egy túlélőkést. Nagy reményeket fűztek a kutatók a fedélzeti kamerához, amely a repülés során végig felvételt készített, ám azt iszap fedte és a tengervíz behatolt a belsejébe, tönkretéve a benne levő filmet.
A Discovery Channel az expedícióról készült filmet 1999. december 12-én mutatta be. Az űrkabin megtisztítás és restaurálás után a Kansas Cosmosphere and Space Center állandó kiállítására került, ahol 2006. szeptember 15. óta tekintheti meg a nagyközönség.

### Magyar oldalak
- Süllyedő űrhajó: 45 éve repült a Mercury-4 (1. rész)
- Süllyedő űrhajó: 45 éve repült a Mercury-4 (2. rész)

### Külföldi oldalak
- A Mercury-program hivatalos honlapja (Kennedy Space Center)
- Alexander, C. C.. This New Ocean: a History of Project Mercury. USA: NASA (1966). ISBN 1934941875
- A Discovery Channel In Search of Liberty Bell 7 c. filmje a YouTube-on